# Казарский (бриг)
«Каза́рский» — бриг Балтийского флота Российской империи. Получил своё имя в честь Александра Казарского, отличившегося в бою с двумя турецкими кораблями, командуя бригом «Меркурий».

## История службы
Бриг «Казарский» был спущен на воду 25 августа (6 сентября) 1834 года и вошёл в состав Балтийского флота. В июле 1835 года в составе эскадры вице-адмирала П. И. Рикорда перевёз из Кронштадта в Данциг Гвардейский корпус, а в сентябре того же года доставил его обратно.
В 1836—1838, 1840—1845 и 1850—1853 бриг в составе отрядов и эскадр был в практических плаваниях в Балтийском море и Финском заливе, а с 1847 по 1848 год занимал брандвахтенный пост в Ревеле.
В 1854 году «Казарский» был разобран.

## Командиры
Бриг «Казарский» в разное время ходил под командованием следующих капитанов:
1. 1834—1835 — А. В. Щулепников
2. 1836 — В. П. фон Моллер
3. 1837 — Е. И. Цебриков
4. 1838 — Ф. Д. Нордман
5. 1839 — Н. П. Потулов
6. 1840 — И. Т. Веселаго
7. 1841 — Б. А. фон Глазенап
8. 1842—1844 — B. H. Тобизин
9. 1845; 1847 — Л. А. Бубнов
10. 1848 — П. Я. Семиков
11. 1850—1853 — А. В. Шаров